# Tulipa ulophylla
Tulipa ulophylla là một loài thực vật có hoa trong họ Liliaceae. Loài này được Wendelbo miêu tả khoa học đầu tiên năm 1967.